# Dichagyris capnista
Dichagyris capnista är en fjärilsart som beskrevs av Charles Boursin 1964. Dichagyris capnista ingår i släktet Dichagyris och familjen nattflyn. Inga underarter finns listade i Catalogue of Life.